# Maximilian Reinelt
Pour les articles homonymes, voir Reinelt.
Maximilian Reinelt, né le 24 août 1988 à Ulm (Allemagne) et mort le 9 février 2019 à Saint-Moritz (Suisse), est un rameur d'aviron allemand.

## Biographie

### Mort
Maximilian Reinelt meurt le 9, février 2019 à l'âge de 30 ans alors qu'il faisait du ski de fond à Saint-Moritz en Suisse, il s'effondre sur la piste « pour une raison médicale », comme indiqué par la police.

## Palmarès

### Jeux olympiques
- 2012 à Londres,  Royaume-Uni
  -  Médaille d'or en huit
- 2016 à Rio, Brésil
  -  Médaille d'argent en huit

### Championnats du monde
- 2010 à Karapiro,  Nouvelle-Zélande
  -  Médaille d'or en huit
- 2011 à Bled,  Slovénie
  -  Médaille d'or en huit